# Allie Gonino

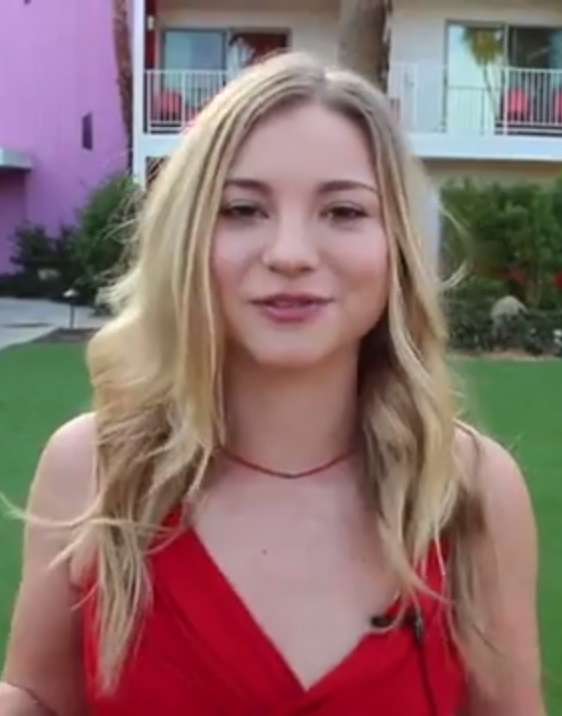
Allie Gonino

Alyssa Jean „Allie“ Gonino (* 30. März 1990 in Rockwall, Texas) ist eine US-amerikanische Filmschauspielerin und Sängerin.

## Leben
Allie Gonino nahm schon im Kindesalter Geigen- und Ballettunterricht. Ab 2007 wurde sie als TV-Schauspielerin aktiv und schloss sich der Girlgroup The Stunners an. Diese veröffentlichte fünf Singles und eine EP. Ab 2009 war sie als Michelle in der Serie 10 Dinge, die ich an dir hasse zu sehen. Ab 2011 spielte sie Laurel Mercer in The Lying Game. 2014/2015 spielte sie Rachel Jensen in The Red Road. 2022 veröffentlichte sie mit der Deutschen Plattenfirma K'ENT Records ihre erste Solo-EP mit dem Titel "Good Men" und trat unter anderem in Berlin auf. 

## Filmografie (Auswahl)
- 2009: Rita Rockt (Rita Rocks, Fernsehserie, 5 Folgen)
- 2009–2010: 10 Dinge, die ich an dir hasse (10 Things I Hate About You, Fernsehserie, 8 Folgen)
- 2011–2013: The Lying Game (Fernsehserie, 30 Folgen)
- 2013: Geography Club
- 2014–2015: The Red Road (Fernsehserie, 12 Folgen)
- 2015: See You in Valhalla
- 2017: Scorpion (Fernsehserie, 1 Folge)
- 2018: High Voltage
- 2019: Ring Ring
- 2021: The Rookie (Fernsehserie, 1 Folge)